# كريستين ماكان
كريستين ماكان (بالإنجليزية: Kirsten McCann)‏ هي مجدفة جنوب أفريقية، ولدت في 25 أغسطس 1988 في جوهانسبرغ في جنوب أفريقيا.

## وصلات خارجية
- كريستين ماكان على موقع الاتحاد الدولي للتجديف (الإنجليزية)
- كريستين ماكان على موقع اللجنة الأولمبية الدولية (الإنجليزية)
- كريستين ماكان على موقع أوليمبيديا (الإنجليزية)